# Рејнбоу Лејк (Алберта)
Рејнбоу Лејк (енгл. Rainbow Lake) је малена варошица на крајњем северозападу канадске провинције Алберта, у оквиру статистичке регије Северна Алберта. Налази се западно од варошице Хај Левел на деоници провинцијског ауто-пута 58. 
Насеље је добило име по маленом вештачком језеру на реци Хај које се налази близу варошице. 
Према подацима пописа становништва из 2011. у варошици је живело 870 становника у 424 домаћинства, што је за 9,8% мање у односу на 956 житеља колико је регистровано на попису из 2006. године.

У близини насеља налази се и малени аеродром.

## Становништво
| 2011. |
| ----- |
| 870   |